# Roba Gari
Roba Gari (ur. 12 kwietnia 1982) – etiopski lekkoatleta specjalizujący się w biegu na 3000 metrów z przeszkodami, medalista igrzysk afrykańskich i mistrzostw Afryki, olimpijczyk.
W 2007 biegł w finale biegu na 3000 metrów z przeszkodami podczas igrzysk afrykańskich i mistrzostw świata. Na eliminacjach zakończył swój występ podczas igrzysk olimpijskich w Pekinie. W 2009 zajął 6. miejsce na mistrzostwach świata w Berlinie. W 2010 stanął na podium mistrzostw Afryki oraz zajął 2. miejsce podczas pucharu interkontynentalnego. Rok później uplasował się na 5. pozycji w trakcie mistrzostw świata w Daegu oraz zdobył srebrny medal igrzysk afrykańskich. W 2012 ponownie wystartował na igrzyskach olimpijskich – tym razem przeszedł przez eliminacje, a w finale zajął 4. lokatę.
W 2012 zajmował 7. miejsce na listach światowych w biegu na biegu na 3000 metrów z przeszkodami.
Rekord życiowy: 8:06,16 (11 maja 2012, Doha) – wynik jest aktualnym rekordem Etiopii.

## Osiągnięcia
| Rok  | Impreza                   | Miejsce  | Lokata      | Wynik   |
| ---- | ------------------------- | -------- | ----------- | ------- |
| 2007 | Igrzyska afrykańskie      | Algier   | 5. miejsce  | 8:28,43 |
| 2007 | Mistrzostwa świata        | Osaka    | 10. miejsce | 8:25,93 |
| 2008 | Igrzyska olimpijskie      | Pekin    | eliminacje  | 8:28,27 |
| 2009 | Mistrzostwa świata        | Berlin   | 6. miejsce  | 8:12,40 |
| 2009 | Światowy finał IAAF       | Saloniki | 4. miejsce  | 8:11,32 |
| 2010 | Mistrzostwa Afryki        | Nairobi  | 3. miejsce  | 8:27,15 |
| 2010 | Puchar interkontynentalny | Split    | 2. miejsce  | 8:09,87 |
| 2011 | Mistrzostwa świata        | Daegu    | 5. miejsce  | 8:18.37 |
| 2011 | Igrzyska afrykańskie      | Maputo   | 2. miejsce  | 8:18,42 |
| 2012 | Igrzyska olimpijskie      | Londyn   | 4. miejsce  | 8:20,00 |
| 2013 | Mistrzostwa świata        | Moskwa   | eliminacje  | 8:45,06 |